# Sam Surridge
Samuel William Surridge, detto Sam (Slough, 28 luglio 1998), è un calciatore inglese, attaccante del Nashville.

## Caratteristiche tecniche
È un centravanti.

## Carriera

### Club
Cresciuto nel settore giovanile del Bournemouth, ha trascorso i primi anni di carriera in prestito nelle serie inferiori del calcio inglese. Il 7 gennaio 2019 fa ritorno al club rossonero, con cui il 27 febbraio seguente ha debuttato in Premier League disputando i minuti finali dell'incontro perso 5-1 contro l'Arsenal.
Il 6 agosto 2019 viene ceduto in prestito allo Swansea City.
A gennaio fa ritorno alle cherries, in cui milita per un anno e mezzo per poi venire ceduto, questa volta a titolo definitivo, allo Stoke City il 4 agosto 2021. Fa il suo esordio con i potters tre giorni dopo nella sfida vinta per 3-2 contro il Reading, in cui ha realizzato un gol.
Il 1º febbraio 2022 viene acquistato dal Nottingham Forest.
Il 24 luglio 2023 viene ceduto a titolo definitivo al Nashville.

### Nazionale
Nel 2019 ha giocato 2 partite nella nazionale inglese Under-21.

## Statistiche
Statistiche aggiornate al 10 aprile 2021.

### Presenze e reti nei club
| Stagione        | Squadra         | Campionato      | Campionato | Campionato | Coppe nazionali | Coppe nazionali | Coppe nazionali | Coppe continentali | Coppe continentali | Coppe continentali | Altre coppe | Altre coppe | Altre coppe | Totale | Totale | Totale |
| Stagione        | Squadra         | Comp            | Pres       | Reti       | Comp            | Pres            | Reti            | Comp               | Pres               | Reti               | Comp        | Pres        | Reti        | Pres   | Reti   |        |
| --------------- | --------------- | --------------- | ---------- | ---------- | --------------- | --------------- | --------------- | ------------------ | ------------------ | ------------------ | ----------- | ----------- | ----------- | ------ | ------ | ------ |
| 2015-2016       | Weymouth        | SFL             | 7          | 1          | FACup           | 0               | 0               |                    | -                  | -                  |             | -           | -           | 7      | 1      |        |
| 2016-2017       | Poole Town      | NL/N            | 12         | 7          | FACup+FA Trophy | 0               | 0               |                    | -                  | -                  |             | -           | -           | 12     | 7      |        |
| 2017-2018       | Yeovil Town     | FL2             | 41         | 8          | FACup+CdL       | 4+1             | 0               |                    | -                  | -                  | EFL Trophy  | 7           | 2           | 53     | 10     |        |
| 2018-gen. 2019  | Oldham Athletic | FL2             | 15         | 8          | FACup+CdL       | 2+0             | 1+0             |                    | -                  | -                  | EFL Trophy  | 3           | 3           | 20     | 12     |        |
| gen.-giu. 2019  | Bournemouth     | PL              | 2          | 0          | FACup+CdL       | 0               | 0               |                    | -                  | -                  |             | -           | -           | 2      | 0      |        |
| 2019-gen. 2020  | Swansea City    | FLC             | 20         | 4          | FACup+CdL       | 0+3             | 0+3             |                    | -                  | -                  |             | -           | -           | 23     | 7      |        |
| gen.-lug. 2020  | Bournemouth     | PL              | 4          | 0          | FACup+CdL       | 1+0             | 1+0             |                    | -                  | -                  |             | -           | -           | 5      | 1      |        |
| 2020-2021       | Bournemouth     | FLC             | 24         | 3          | FACup+CdL       | 4+2             | 1+1             |                    | -                  | -                  |             | -           | -           | 30     | 5      |        |
| Totale carriera | Totale carriera | Totale carriera | 125        | 31         |                 | 17              | 7               |                    | -                  | -                  |             | 10          | 5           | 152    | 43     |        |